# Локанти
Лока́нти — розділені комами числа, що позначають положення функціональних груп відносно головного карбонового ланцюга.

## Загальний опис
У хімічній номенклатурі локант — цифра, буква, або цифра з буквою, які вказують на положення того чи іншого атома або групи в
молекулі. Можуть бути буквові (з використанням малих латинських або грецьких букв), або цифрові. Останніми позначають положення замісника або зв'язку в структурі молекули, з'єднуючи їх з рештою слова дефісом. Дві або більше цифр, розділених комами (без пробілу, в зростаючому порядкові, якщо вони різні) вказують на положення кількох однакових замісників. Локанти штриховані вважаються старшими за нештрихованих, якщо цифри однакові, але вони молодші від нештрихованих вищої цифри. Пр., 2, 2, 2', 3, 3', 3",4. Буквові локанти записуються курсивом, в алфавітному порядкові, букви латинського алфавіту передують буквам грецького, штриховані вважаються старшими від нештрихованих. Пр., N,α,2-триметил.

## Приклад
|                             |  |  |
| пентан-2-он або пентан-3-он |  |  |

Існують щонайменше два ізомери лінійної форми пентанону — кетону, що містить ланцюжок з п'яти атомів вуглецю. Атом кисню пов'язаний з одним із середніх трьох атомів карбону, але не ясно, де він розташований. Нумерація карбону, починаючи з одного кінця послідовно по ланцюжку, дає можливість пов'язати атом оксигену з атомом карбону номер два, три або чотири. Насправді, атоми два і чотири еквівалентні. При обертанні молекули на 180 градусів видно, що це так. Локант залежить від того, який кінець ви обираєте, щоб почати нумерацію атомів вуглецю. Замість кисню можуть бути будь-які бічні ланцюжки, наприклад, метан або азот. Якщо кисень пов'язаний з середнім вуглецем, локант є 3. Якщо не до середнього, локант дорівнює 2 або 4; зазвичай, якщо атоми вуглецю в точності еквівалентні, вибирають менше число. В цій молекулі локант або 2, або 3. Локант включають в назву молекули, щоб виключити двозначність. Таким чином, молекула називається або пентан-2-он або пентан-3-он, в залежності від положення атома кисню.